# Black Beauty (film, 2015)
Ne doit pas être confondu avec L'Étalon noir.
Pour les articles homonymes, voir Black Beauty (homonymie).
Pour plus de détails, voir Fiche technique et Distribution.
Black Beauty est un film américain de Daniel Zirilli avec Luke Perry, Bruce Davison, sorti en DVD le 25 juin 2015. Il a été tourné à Rhode Island aux États-Unis.

## Synopsis
Une jeune fille de 15 ans découvre Black Beauty, un splendide cheval noir qui a subi de mauvais traitements de la part de son ancien maître. Elle va convaincre son grand-père d'adopter le cheval et à force de patience et de volonté, elle réussit à créer une relation de confiance avec l’animal blessé qui donnera naissance à une belle amitié.

## Fiche technique
- Titre Original : Black Beauty
- Réalisation : Daniel Zirilli
- Scénario : Daniel Zirilli, Amy Zirilli
- Casting : Ricki Maslar
- Costumes : Vicki Solis
- Musique : Nick Rivera
- Photographie : Luc G. Nicknair
- Sociétés de production : Blue Falcon Productions, Atomic Cloud Entertainment, Pop Art Film Factory
- Société de distribution : Barnholtz Entertainment, Lions Gate Films Home Entertainment
- Format : couleur – 2,35:1 – son Dolby Digital 5.1
- Pays d'origine :  États-Unis
- Langue originale : anglais
- Genre : Famille
- Durée :  90 minutes
- Sortie Dvd zone 2 : 25 juin 2015

## Distribution

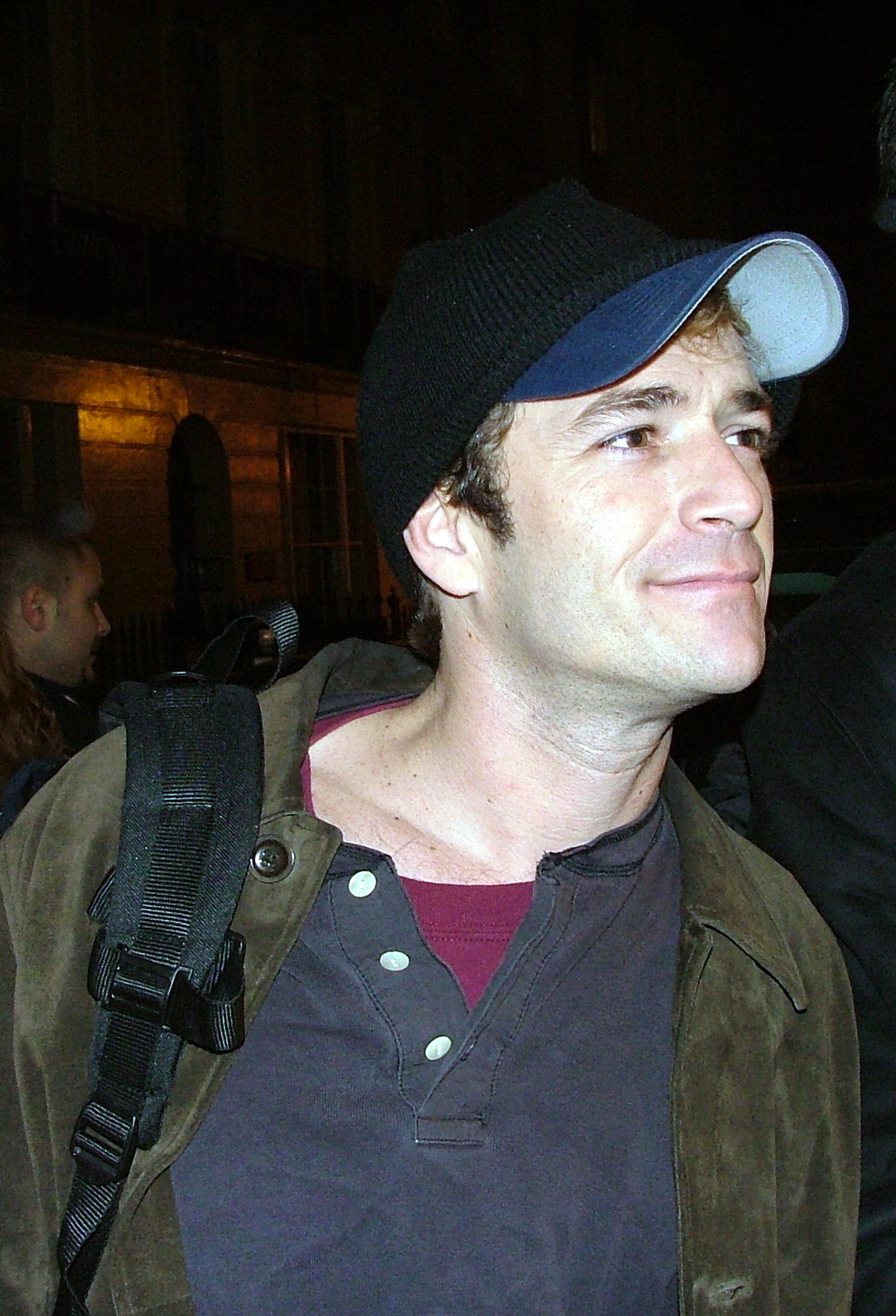
Luke Perry à Londres en février 2004.

- Luke Perry : James
- Bruce Davison : Grandpa
- Anthony Del Negro : Josh
- Sarah Ann Schultz : Kym
- Jennifer Mckenzie : Audry
- Jude S. Walko : Cody
- Talise Zirilli : Tally
- Curtis Eames : Carl
- Tony DeMarco : Tim